# José Manuel Lara Hernández
José Manuel Lara Hernández, I Marquès del Pedroso de Lara, (El Pedroso, 31 de desembre de 1914 - Barcelona, 11 de maig de 2003) fou un empresari espanyol, propietari del Grupo Planeta.

## Biografia
Va néixer el 31 de desembre de 1914 a la localitat andalusa d'El Pedroso, fill del metge del poble, Fernando Lara. Va deixar molt aviat l'escola i va provar diversos oficis, com a fuster, pintor i ballarí de revista, sense èxits notables.
Va participar en la Guerra Civil espanyola en el bàndol franquista, i entrà a Barcelona com a capità de la legió espanyola. Participà activament en la repressió política a Catalunya, i esdevingué el cap del Sindicato Vertical de Artes Gráficas, lloc des del qual va aconseguir bastir el seu imperi editorial, amb acusacions d'haver abusat del seu càrrec per aconseguir matèries primeres d'altres editorials.
A Barcelona va conèixer la seva esposa María Teresa Bosch, i es va dedicar a la compravenda de llibres i va fundar diverses editorials fins que el 1949 va constituir l'Editorial Planeta. El negoci va créixer ràpidament a l'Espanya canviant dels anys setanta, impulsat pel seu catàleg de ficció, amb oportunes adquisicions i aliances comercials en el camí. En aquests mateixos anys Planeta es va instal·lar a l'Argentina, Mèxic, Colòmbia, Xile, Veneçuela i, més endavant, a l'Equador.
El 1994 va ser nomenat marquès del Pedroso de Lara. Avui dia el Grupo Planeta inclou diverses editorials de prestigi, com Seix Barral, Espasa-Calpe i Destino, així com cadenes de ràdio i televisió i diaris. Morí l'11 de maig de 2003 a Barcelona, a l'edat de 89 anys, a causa d'una malaltia degenerativa del sistema nerviós. Tingué quatre fills: José Manuel, Inés, Maribel i Fernando.